# James Gordon Bennett senior
Pour les articles homonymes, voir Gordon Bennett et Bennett.
James Gordon Bennett senior (1795-1872), est un homme de presse américain, fondateur du New York Herald.

## Biographie
James Gordon Bennett senior est né dans une famille catholique écossaise à Newmill, un hameau de la ville de Keith, Banffshire, et suivit les cours du séminaire à Aberdeen. Il  a été principalement éduqué en France, pays où il passera une bonne partie de sa vie.
En 1819, il s'installe à Halifax, en Nouvelle-Écosse, économise de l'argent en travaillant comme maître d'école puis poursuit cette activité à Portland dans le Maine, avant de rejoindre Boston en 1820 puis New York en 1823, où il est journaliste pigiste pour The Enquirer qui en 1829 fusionne avec le New York Courier de James Watson Webb pour devenir le Courier and Enquirer, le journal américain qui a la plus forte circulation.

### Avec puis contre le président Andrew Jackson
Le journal, placé sous les auspices de la « régence d’Albany », soutient d'abord le président américain Andrew Jackson, avant et après son élection en 1830. Ensuite, préoccupé par son populisme excessif et les attaques contre les milieux bancaires new-yorkais d'Andrew Jackson, le Courier and Enquirer se rapproche d'Henry Clay.
James Gordon Bennett senior désapprouve cette évolution et quitte le journal en 1832. Il tente sans succès de racheter le Washington Globe de Francis Blair puis de créer lui-même un journal appelé The Globe. En 1833, il lance le Philadelphia Pennsylvanian, un titre pro–Jackson mais perd ses soutiens financiers après avoir critiqué Martin Van Buren.  
En mai 1835, il a fondé le titre concurrent New York Herald. Dès la première année, il fait la sensation avec des informations sur le meurtre d'une prostituée en première page. En 1839, Bennett obtient la première interview exclusive du président américain Martin Van Buren. Il publie des reportages sur la Bourse, avec l'équivalent des pages financières d'aujourd'hui. C'est le premier journal américain à publier une cote des obligations et des actions, dès le 13 mai 1835, innovation mal accueillie par les banquiers, qui voient dans ces articles une ingérence dans leurs affaires.
Il faut aussi un des promoteurs de la navigation à vapeur. « Une des tentatives les plus grandioses du siècle, écrit-il en 1835, est celle qui consiste à relier l’ancien au Nouveau-Monde par un service de bâtiments à vapeur. ». Il multiplie les éditoriaux sur le sujet, gourmandant la lenteur du Congrès à accorder une subvention et lui prédisant que l'Angleterre lancerait la ligne à la place des États-Unis, ce qui est arrivé.

### Le lancement du premier «Pony Express»

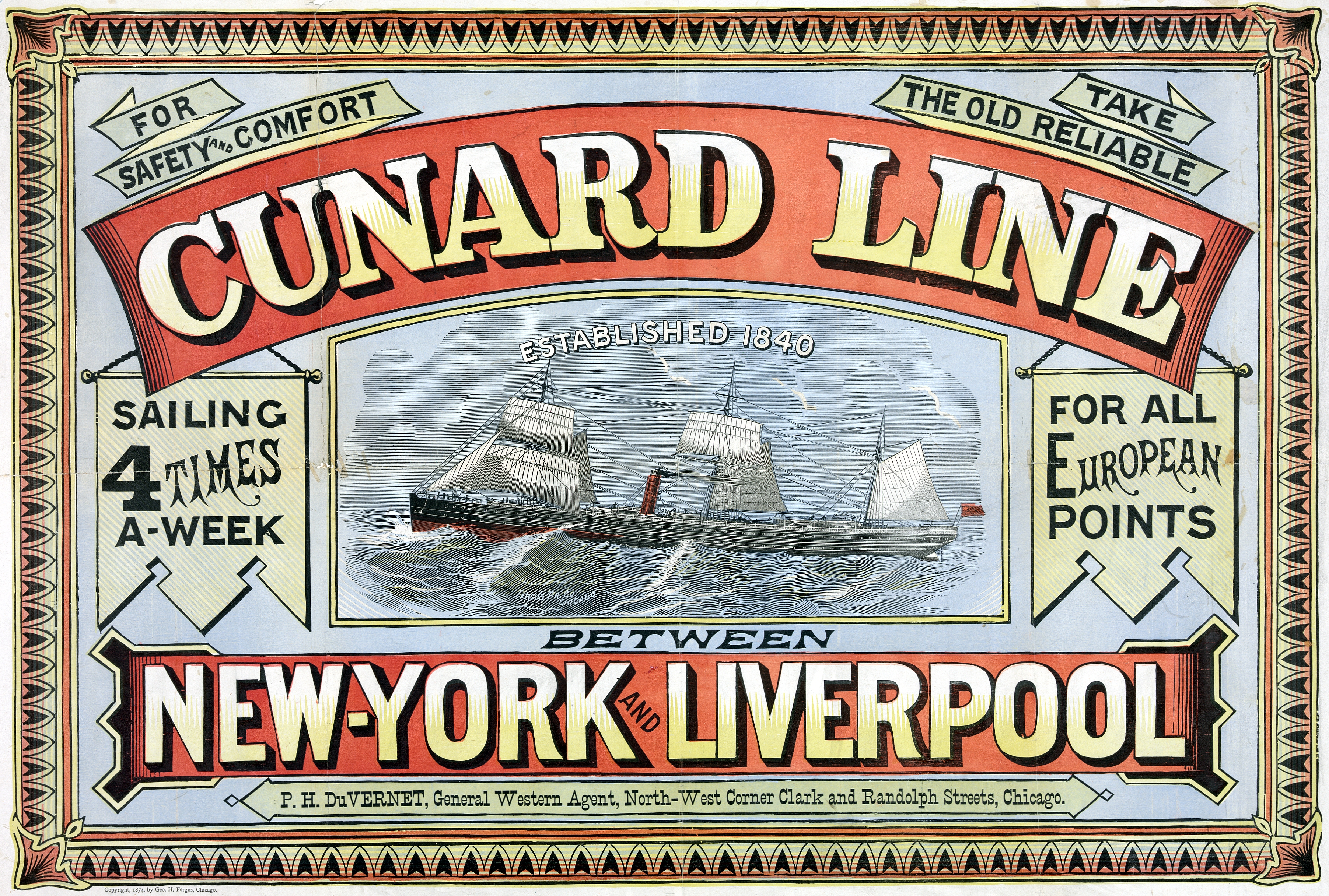
Affiche de la Cunard Line de 1875.

En 1840, il lance un système de pony express avec pigeons voyageurs entre New York et Albany pour les messages du gouverneur. En juillet 1840, le premier navire à vapeur de la Cunard, le Britannia, commence à naviguer entre Liverpool et Boston, marquant le début d'un service régulier avec des navires à vapeur pour les passagers et les cargaisons. La Cunard doit faire face à de nombreux concurrents au Royaume-Uni, en France, aux États-Unis et en Allemagne, mais elle reste un des leaders du marché des transatlantiques.
Bennett va à la rencontre des navires, collecte les nouvelles, les transmet par pigeon voyageur vers le port d'où un « Pony Express » les transmet à New York.

### La fondation de l'Associated Presset la recherche de Livingstone
Décrit comme un bourreau de travail, il est aussi critiqué pour son règne autocratique. Le quotidien met en place une politique d'encaissement à l'avance des recettes publicitaires, qui lui donne de la visibilité. En 1846, il fait partie des cinq journaux new-yorkais qui participent à la fondation de l'Associated Press.
Son fils James Gordon Bennett junior a repris les affaires du journal en 1867, fournissant l'aide financière en 1869 pour l'expédition de l'explorateur anglais Henry Morton Stanley en Afrique à la recherche de David Livingstone. Le voyage a duré durant deux années jusqu'au 10 novembre 1871, donnant au journal l'exclusivité des informations sur le Dark Continent, enviées de ces concurrents.

### Journalisme d'investigation pendant la Conquête de l'Ouest
Lors de la Conquête de l'Ouest, le journal de James Gordon Bennett senior se distingue par une série de grandes enquêtes publiées de juin à octobre 1875 sur l'Affaire des corruptions sur la frontière sauvage, dans laquelle est impliqué un frère du président américain Ulysses S. Grant. Il reçoit discrètement des informations du général Custer, qui vient de réussir l'Expédition des Black Hills et le renseigne sur les méthodes utilisées par certains hauts-fonctionnaires pour profiter des dépenses occasionnées par la protection des lignes de chemin de fer avançant vers l'ouest, sous les attaques des tribus indiennes. James Gordon Bennett senior envoie sur place un journaliste d'investigation, Ralph Meeker(reporter), dont les révélations concernant la gestion des affaires indiennes, entraînent la chute du secrétaire à l'intérieur Columbus Delano et du secrétaire à la guerre William W. Belknap.

### Mariage de son fils avec la belle-fille de Julius Reuter
S'établissant de manière permanente en France à Paris, son fils y a édité un journal de qualité en anglais, ancêtre de International Herald Tribune, puis s'y est marié, à l'âge de 73 ans avec la baronne de Reuter devenue veuve, belle-fille de Paul Julius Reuter, le fondateur de la célèbre agence Reuters.
En 1884, son fils James Gordon Bennett junior s'allie à John William Mackay, le prestigieux découvreur de « Big Bonanza », le prestigieux découvreur, vingt ans plus tôt, du gisement d'argent du Comstock Lode à Virginia City, lui aussi installé à Paris, pour créer la Commercial Cable Company, qui ferraille contre le monopole de la Western Union Telegraph Company, du magnat Jay Gould.

## Hommage
- Avenue Gordon-Bennett (Paris)